# Adam Cohen
Pour les articles homonymes, voir Cohen.
Adam Cohen, né le 18 septembre 1972, est un musicien et chanteur canadien. Il est le fils de Léonard Cohen.

## Biographie
Adam est né le 18 septembre 1972 à Montréal, sa mère est Suzanne Elrod, son père Leonard Cohen et sa sœur Lorca Cohen. Il passe sa jeunesse à Paris et dans le sud de la France, après que ses parents se séparent.
Il passe une partie de son enfance sur l'île grecque d'Hydra, ainsi qu'à Greenwich Village et à Los Angeles. 
À 12 ans, il apprend à jouer de la guitare, de la batterie et du piano. 
Il étudie les relations internationales à l'Université de Syracuse. 
Il déménage à Los Angeles en 1996 pour se concentrer sur sa carrière musicale, après avoir vécu et joué dans des groupes à New York,,.
En 1996, il signe avec le même éditeur que son père, la Columbia Records.
Son album de 1998 est considéré par le critique Stephen Holden du New York Times comme un début prometteur.
En 2004, il enregistre en langue française avec Capitol Records au Canada, et publie Mélancolista. On note la présence, sur ce disque en langue française, de l'actrice française Virginie Ledoyen, avec une chanson intitulée « Le bonheur », évoquant le duo bien connu entre Serge Gainsbourg et Brigitte Bardot.
En 2007, Adam quitte le métier de la musique après une désillusion et part faire le tour du monde.
En 2009, Adam enregistre une reprise de la chanson de son père Take This Waltz.
Un album d'Adam Cohen, Like A Man, sort le 3 avril 2012 chez Decca ; c'est un recueil acoustique,.
Il est suivi de l'album We Go Home, paru en septembre 2014.
En 2016, il produit et joue sur l'album de son père You Want It Darker.
Un hommage d'envergure est rendu à Leonard Cohen le 6 novembre 2017 au Centre Bell à Montréal. Leonard Cohen : Tower of Song visait à réunir Adam Cohen, Sting, Lana Del Rey, Elvis Costello, Feist, k.d. lang, Wesley Schultz et Jeremiah Fraites de The Lumineers, Damien Rice, Philip Glass, Patrick Watson et plusieurs autres artistes pour reprendre à leur façon les chansons du poète dans la ville qui l’a vu naître tout comme Adam.
En 2019, il compile et produit un album posthume de chansons de son père, Thanks for the dance.

## Discographie

### Albums
- Adam Cohen (1998, Columbia Records)
- Mélancolista (2004, Capitol Records)
- Like a Man (2012, Decca Records)
- We Go Home (2014, Cooking Vinyl)

### Singles
- Tell Me Everything extrait de l’album Adam Cohen
- Crz Ophelia extrait de l’album Adam Cohen
- Happiness extrait de l’album Mélancolista (avec Virginie Ledoyen)
- What Other Guy extrait de l’album Like a Man
- Like a Man extrait de l’album Like a Man
- Sweet Dominique extrait de l’album Like a Man
- The Stranger extrait de l’album Like a Man
- We Go Home extrait de l’album We Go Home
- Love is extrait de l’album We Go Home